# Oekaki Logic

Một ví dụ về quá trình giải một ô chữ Nhật Bản. Một vài bước của quá trình này đã được nhóm chung lại với nhau.

Oekaki Logic (お絵かきロジック, おえかきロジック) - một trò chơi đố mà trong đó, không giống như trò chơi ô chữ thông thường, được mã hóa bằng hình ảnh thay vì các từ.

## Mô tả
Hình ảnh được mã hóa bằng các chữ số bên trái theo hàng, từ trên xuống theo cột. Các con số cho thấy có bao nhiêu nhóm màu đen (hoặc màu của nó, với các ô chữ màu) các ô được tìm thấy trong hàng hoặc cột tương ứng, và có bao nhiêu ô hợp nhất chứa mỗi nhóm (ví dụ, một tập hợp các số 4, 1, và 3 có nghĩa là trong loạt bài này có ba nhóm: thứ nhất - từ 4 ô, thứ hai - từ một ô; thứ ba - từ 3 ô màu đen). Trong nhóm ô chữ màu đen và trắng phải được ngăn cách bởi ít nhất một ô trống; với ô chữ màu quy tắc này chỉ áp dụng cho các nhóm đơn sắc, các nhóm nhiều màu có thể được đặt gần (ô trống có thể được trên các cạnh bên). Cần thiết để xác định vị trí của các nhóm của các ô.

## Lịch sử
Ô chữ Nhật Bản xuất hiện tại Nhật Bản vào cuối thế kỷ XX, về quyền tác giả đang có hai người.
Một là - Non Ishida (Nhật 石田 の ん), minh hoạ và biên tập viên đồ họa, tuyên bố rằng vào năm 1970 cô tạo ra Oekaki Logic như một phương tiện giao tiếp giữa người và động vật. Non Ishida tin rằng động vật cũng có trí thông minh, nhưng do thiếu thông tin liên lạc giữa con người và động vật nên con người đánh giá thấp chúng. Theo Ishida, Oekaki Logic là kết quả của công trình khoa học của mình, bản vẽ với hình vuông màu đen và trắng.
Năm 1987, Non Ishida đã tham gia vào cuộc thi vẽ tranh cửa sổ Window Art. Người tham gia phải thực hiện một bản vẽ trên một tòa nhà chọc trời với sự giúp đỡ của các cửa sổ, bật hoặc tắt đèn trong phòng. Ishida đã giành giải nhất. Câu chuyện của thợ điêu khắc tre - một huyền thoại của Nhật Bản thế kỷ VIII, đã trở thành Oekaki Logic đầu tiên, phổ biến rộng rãi.
Vào năm 1988, lấy cảm hứng từ chiến thắng trong cuộc thi vẽ tranh không cửa sổ Ishida xuất bản ba câu đố tại Nhật Bản dưới cái tên «Câu đố Window Art».
Cùng thời gian đó nhà văn Nhật Bản Tetsuya Nishio (Nhật西 尾 彻 也) phát minh ra câu đố "Vẽ tranh bằng số » và công bố chúng trong một ấn phẩm khác.
Ban đầu Oekaki Logic không có nhiều những khán giả hâm mộ trò chơi, vì không ai hiểu về nó và biết cách giải. Oekaki Logic được biết đến rộng rãi nhận năm 1989-1990 sau khi công bố trong tờ báo Anh The Telegraph gọi nó là NONOGRAM (NON + diaGRAM), James Delgeti, người đam mê ô chữ nổi tiếng Anh, đã thuyết phục tờ báo đăng câu đố Nhật Bản hàng tuần. Ngay sau đó Oekaki Logic được tìm thấy ở Nga.

## Cách chơi
Hãy xem xét một ví dụ đơn giản bao gồm 9 hàng và 9 cột. Những con số trên xuống, trái sang cho biết số lượng các ô được tô. Ô được tô biểu thị ô vuông màu đen; trường rỗng - bằng các điểm. Để thuận tiện, các số sau khi xác định vị trí sẽ xoá bỏ.
Chú ý đến các cột, nơi mà những con số được đánh dấu bằng vòng tròn màu đỏ. Số 3 có nghĩa là ở cột đó 3 ô liên tiếp được tô, có nghĩa là chúng xác định một vị trí rõ ràng nơi ô được tô, vì chúng ta chỉ có ba dòng. Tô màu chúng.
Gạch bỏ những con số đã được sử dụng. Chú ý đến dòng thứ ba, bởi vì giữa các nhóm phải có ít nhất một ô trống, nên số lượng tối thiểu của các ô bằng với số lượng các cột trong ví dụ này, có nghĩa là dòng thứ ba được quy định một cách rõ ràng (tức là không có lựa chọn khác cho vị trí của các nhóm ô). Bôi dòng này.
Chú ý đến các cột 1 và thứ 7, cũng như hàng 2. Chúng có một nhóm các ô được tô đậm trong một chiều dài ô. Vì vậy, sau khi các ô được tô, chúng ta đặt một ô trống. Trong cột thứ 3 và thứ 9 ô được đã được tô, do vậy tất cả các ô trong các cột đó để trống.
Ở hàng thứ 2, chỉ còn 1 nhóm ba ô được tô chưa được xác định. Nhóm này chỉ phù hợp với một khu vực trống không xác định. Tô khu vực này.
Các nhóm của các ô đã được xác định, đánh dấu các ô trống. Như vậy bạn đã có vị trí một nhóm xác định, kết quả cho thấy hình ảnh. Đó chính là lời giải.